# Life Won't Wait
Albums de Rancid
...And Out Come the Wolves
(1995) Rancid
(2003)
Life Won't Wait est le quatrième album du groupe américain Rancid. L'album est sorti en 1998 après trois ans d'absence. L'album se rapproche du style de Sandinista!. On y retrouve des styles très variés reggae, rockabilly, dub ou encore du funk.

## Liste des titres
1. Intro (Tim Armstrong) – 0:48
2. Bloodclot (Tim Armstrong/Lars Frederiksen) – 2:45
3. Hoover Street (Tim Armstrong) – 4:10
4. Black Lung (Tim Armstrong) – 1:53
5. Life Won't Wait (Tim Armstrong/Lars Frederiksen/Vic Ruggiero/Buju Banton) – 3:48
6. New Dress (Tim Armstrong/Lars Frederiksen) – 2:51
7. Warsaw (Tim Armstrong) – 1:31
8. Hooligans (Tim Armstrong/Lars Frederiksen/Vic Ruggiero) – 2:33
9. Crane Fist (Tim Armstrong/Lars Frederiksen) – 3:48
10. Leicester Square (Tim Armstrong/Lars Frederiksen) – 2:35
11. Backslide (Tim Armstrong) – 2:54
12. Who Would've Thought (Tim Armstrong) – 2:57
13. Cash, Culture and Violence (Tim Armstrong) – 3:10
14. Cocktails (Tim Armstrong) – 3:21
15. The Wolf (Tim Armstrong) – 2:39
16. 1998 (Tim Armstrong/Howie Pyro) – 2:46
17. Lady Liberty (Tim Armstrong) – 2:20
18. Wrongful Suspicion (Tim Armstrong/Vic Ruggiero) – 3:32
19. Turntable (Tim Armstrong) – 2:17
20. Something in the World Today (Tim Armstrong/Lars Frederiksen) – 2:34
21. Corazon de Oro (Tim Armstrong) – 3:59
22. Coppers (Tim Armstrong/Lars Frederiksen/Dr. Israel) – 5:02